# Lunatica (album)
Lunatica è il secondo album della cantante pop italiana Silvia Mezzanotte, pubblicato nel 2008 dall'etichetta discografica NAR International.
È stato prodotto da Alessandro Colombini e supportato da un omonimo tour, con il quale la cantante ha girato l'Italia nel 2008 e nel 2009. Il primo singolo estratto dall'album si intitola Non c'è contatto in cui l'artista ha collaborato alla stesura dei testi insieme ai compositori della parte musicale Emilio Munda e Matteo Gaggioli. Del brano è stato anche girato un videoclip dal regista Luciano Melchionna che vede come attrice principale Carolina Crescentini. Il secondo ed ultimo singolo è Silvia che freddo composto dalla scrittrice Grazia Verasani. L'album contiene anche un duetto con Goran Kuzminac, nella canzone Al di là del mare.

## Tracce
CD (Nar 105082 (Edel) [it])
1. Silvia che freddo - 3:47
2. Oggi un Dio non ho - 4:20
3. Ma il buio - 3:03
4. Al di là del mare (con Goran Kuzminac) - 4:06
5. Era già tutto previsto - 3:01
6. Non c'è contatto - 2:54
7. Lunatica Beatrice - 4:17
8. Quando l'amore perde - 4:03
9. Non abbiam bisogno di parole - 3:36
10. La fine della notte - 3:09
11. Le parole che non ti ho detto 3:46
12. La cura - 4:15

## Formazione
- Silvia Mezzanotte – voce
- Goran Kuzminac – chitarra, cori
- Vincenzo Irelli – pianoforte
- Daniele Morelli – chitarra
- Pietro Cantarelli – tastiera, pianoforte, chitarra, fisarmonica
- Valentino Manni – batteria, basso
- Claudio Bonora – batteria
- Paolo Gialdi – basso
- Gianni Salvatori – tastiera, cori, charango, chitarra
- Danilo Bastoni – pianoforte, tastiera
- Cesare Chiodo – basso
- Lele Melotti – batteria
- Enrico Atzeni – pianoforte, tastiera
- Matteo Gaggioli – tastiera, programmazione, chitarra
- Walter Vitali – chitarra
- Massimo Di Giuseppe – tastiera, fisarmonica
- Eleonora Piquè – violino
- Lucrezia Cardinali – violino
- Massimo Piquè – viola
- Lorenzo Ciardi – violoncello
- Alessandro Colombini – cori